# Duelo de Mães
Duelo de Mães foi um talent show brasileiro produzido pela Tanajura Filmes, sendo criado, dirigido e apresentado por Ticiana Villas Boas. Originalmente foi exibido pelo SBT e pelo canal de televisão por assinatura Discovery Home & Health.
Em 2021 o programa foi revivido após 4 anos fora do ar pela Band, uma vez que Ticiana levou o projeto consigo após assinar com canal. O programa terminou em 12 de fevereiro de 2022, uma vez que sua apresentadora, Ticiana Villas Boas, deixou a emissora (foi sua segunda passagem pelo canal), além de  deixar a TV de forma definitiva.

## Formato
O programa consistia numa batalha em que duas mães de famílias convidadas eram desafiadas a cozinharem os seus pratos caseiros a cada episódio, que era dividido em dois desafios. Em um deles - chamada de Especialidade da Mamãe - a participante terá que cozinhar uma prato definido por sua família como sendo uma de suas especialidades. Esses pratos eram julgados por renomados chefes de cozinha diferentes a cada episódio.
Sendo feito o primeiro desafio, o segundo deles - que recebeu o nome de Desafio do Chef - era feito para as participantes, que seria definido pelo chefe de cozinha. A participante vencedora do primeiro desafio tinha o direito de usar 10 minutos para ter conselhos com o chefe de cozinha. Um teste cego com os integrantes da família das participantes era feito, com ele tendo o dever de adivinhar qual prato era o que foi preparado pela mãe de sua família.
A vencedora de cada episódio levava um prêmio de R$ 5 mil. Diferente de realities do gênero culinário, o programa não tinha continuidade ao decorrer dos episódios.

## Exibição
A primeira temporada do programa foi exibida entre 22 de outubro e 31 de dezembro de 2016 A segunda temporada foi confirmada antes mesmo da estréia da primeira. Foi exibida entre 4 de março a 17 de junho de 2017. As duas primeiras temporadas foram exibidas no SBT.
A terceira temporada foi produzida e exibida pela Band. Inicialmente estrearia no 4 de setembro de 2021. Logo depois, teve a sua estreia antecipada para o dia 21 de agosto do mesmo ano devido ao avanço das gravações.

### Reprises
Em 23 de julho de 2019, o programa foi reexibido pelo SBT Rio, aos sábados, às 12h30. Entre os dias 19 de abril de 2020 e 10 de janeiro de 2021, o programa foi reexibido no SBT aos domingos.

## Audiência

### Primeira Temporada (SBT)
Os pontos de audiência são baseados em dados apurados e divulgados pelo Kantar IBOPE Media. Eles são medidos na Região Metropolitana de São Paulo e cada um desses ponto equivalem a aproximadamente 69 mil domicílios.
| Data de exibição       | - Audiência - (em pontos) | Ref(s). |
| ---------------------- | ------------------------- | ------- |
| 22 de outubro de 2016  | 4,9                       | [ 16 ]  |
| 29 de outubro de 2016  | 5,5                       | [ 17 ]  |
| 12 de novembro de 2016 | 5,2                       |         |
| 19 de novembro de 2016 | 4,9                       |         |
| 26 de novembro de 2016 | 4,8                       |         |
| 3 de dezembro de 2016  | 4,8                       |         |
| 10 de dezembro de 2016 | 4,1                       |         |
| 17 de dezembro de 2016 | 4,5                       | [ 18 ]  |
| 24 de dezembro de 2016 | 3,2                       | [ 19 ]  |
| 31 de dezembro de 2016 | 2,9                       | [ 20 ]  |
| Média total            |                           |         |
| 5,2                    |                           |         |

Na sua exibição em 19 de abril de 2020, estreou com 3.3 pontos, garantindo a vice-liderança e foi bem para os padrões do SBT no horário, sendo que compete com o Globo Rural no horário.